# ماندازي
الماندازي (بالسواحيلية: Mandazi, Maandazi) هو نوع من الخبز المقلي الذي نشأ على ساحل السواحلي. ويُعرف أيضًا باسم البوفروت أو البوف بوف في بعض البلدان الغرب الأفريقية مثل غانا ونيجيريا. كما يُعتبر المندازي من أحد الأطباق الرئيسية في مطبخ السواحليين الذين يسكنون المنطقة الساحلية في كينيا وتنزانيا. ويُعد هذا الطبق شائعًا في المنطقة نظرًا لسهولة تحضيره، ويمكن تناوله مع أي طعام أو صلصات أو تناوله كوجبة خفيفة بمفرده، كما يمكن تخزينه وإعادة تسخينه لاستهلاكه لاحقًا.

## السمات
الماندازي مشابهة للدونات، ولكنها تتميز بطعم أكثر حلاوة يمكن تمييزه من خلال إضافة مكونات مختلفة. ومع ذلك، فهي عادةً تكون أقل حلاوة من الدونات على الطريقة الأمريكية وغالبًا ما تُقدم دون طبقة لامعة مصقولة أو كريمة. ويتم تشكيلها في كثير من الأحيان على شكل مثلثات (مشابهة للسمبوسة)، ولكنها أيضًا تكون عادةً على شكل دوائر أو بيضاوي. كما أنها عند الطهي، تتمتع بملمس خفيف وهش.

## التحضير

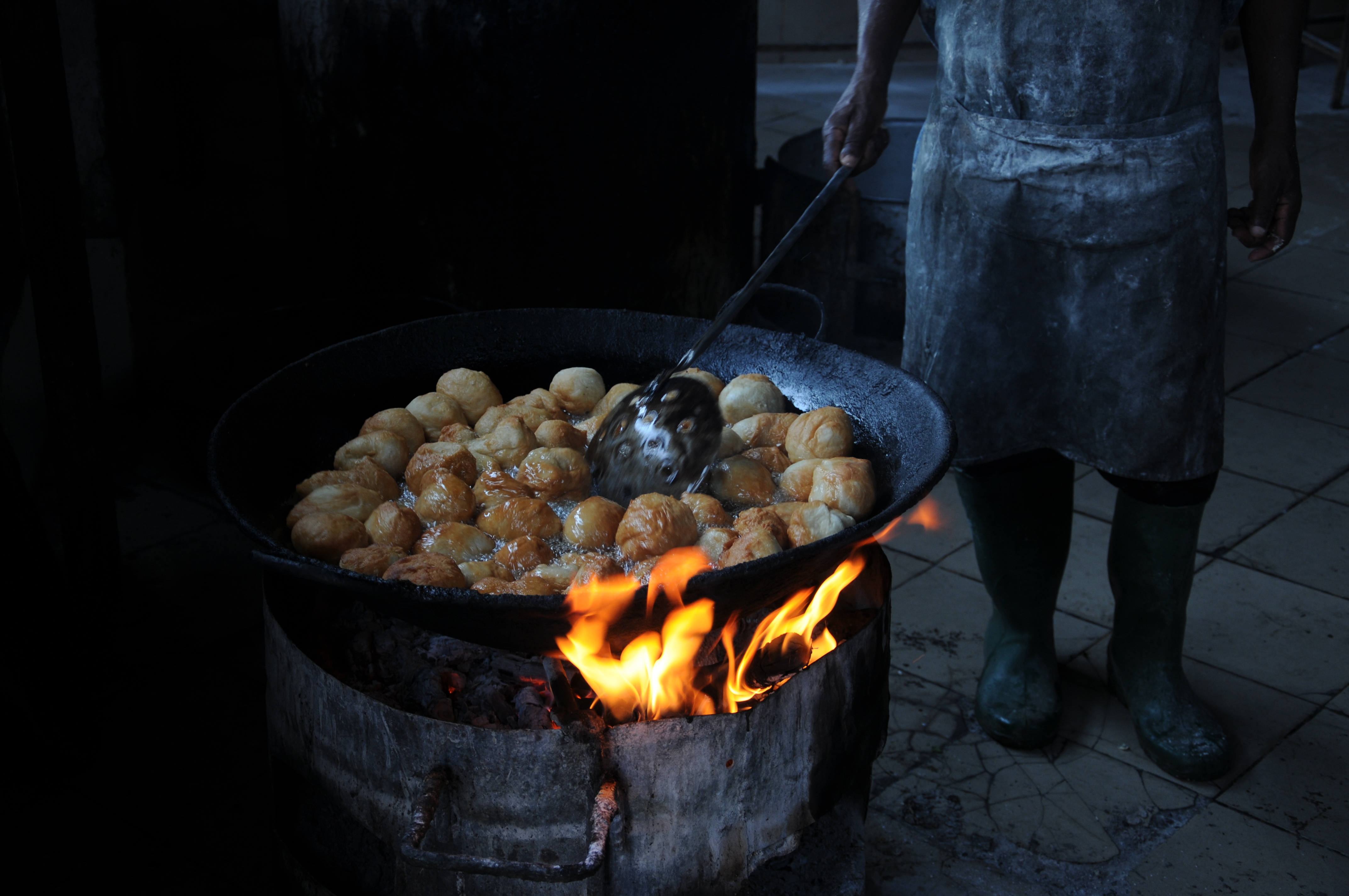
ماندازي مقلي

يتم تحضير الماندازي عن طريق طهي العجين لفترة وجيزة في زيت الطهي. وتشمل المكونات المستخدمة عادة لصنع الماندازي الماء والسكر والدقيق والخميرة والحليب. كما يضاف حليب جوز الهند أيضًا بشكل شائع للحصول على الحلاوة. وعند إضافة حليب جوز الهند إلى الخليط، يشار إلى الماندازي عادةً باسم المحمري أو المامري. كما يمكن أيضًا استخدام الفول السوداني المطحون واللوز، من بين مكونات أخرى، لإضافة نكهة مختلفة. وبعد طهيها، يمكن تناولها دافئة أو تركها لتبرد. وتحظى الماندازي بشعبية كبيرة في منطقة البحيرات العظمى الأفريقية، حيث يمكن تناولها مع العديد من الأطعمة. ويتم تحضيرها عادةً في الصباح أو في الليلة السابقة، ويتم تناولها مع وجبة الإفطار، ثم يُعاد تسخينها في المساء ليتم تناولها في العشاء. كما يتم تناول الماندازي عادةً مع الشاي أو عصير الفاكهة الطازج، أو كوجبات خفيفة بمفردها. ويمكن استخدام صلصات مختلفة، غالبًا ما تكون بنكهة الفواكه، لإضافة أذواق مختلفة. كما يمكن تناول الماندازي كحلوى بعد تناول وجبة الطعام أيضًا حيث يتم تقديمه غالبًا مع السكر البودرة أو سكر القرفة لإضافة الحلاوة.